# 宋邯郸故城
宋邯郸故城或称宋代邯郸城、宋邯郸城，是指北宋时期修建河北路境内的邯郸城池风貌，位于今邯郸市。由于年代久远和战乱、洪水等破坏等因素，宋代的邯郸故城全部处于黄河故道之下。

## 历史
960年，北宋建立，历经唐末和五代时期战争的破坏仍然使邯郸呈现出经济萧条、人口流迁、田园荒芜的景况。宋太祖即位以来治理天下，重视农业发展。邯郸得到迅速发展，粮食产量为北方首位，《宋史》记载：天下一统地理，独一肥乡首例。与此同时还开始大规模城市建设，但是随着大运河航运的兴盛，以及行政区划的重新划分，邯郸的大名悄然崛起，不仅仅是河北路治所（省府），后来还晋升为都城东京汴梁（今开封）的陪都，称“北京大名府”。邯郸城的地位即城市规模远不如大名府。北宋末年，金国入侵中原，邯郸地区遭受金兵的劫掠，因长期的战乱，逐渐衰落，后来被洪水淹没，现在在4米之下的黄河河沙之中，但仍然完整地保留。

## 布局
通过宋代的文人骚客来到邯郸旅行所写下游记及当地的县官治理城镇的历史记录可以看出，北宋的邯郸城还有城墙、郡楼、宽阔的护城河等城建规模，在城内的县廨中的大学堂叫做“青堂”，主簿厅前有一口水塘，种植了许多荷花，夏季时节，塘中“风翻芡盘卷，万嘴争低昂”。
而历经千年的丛台虽然为邯郸城的标志，但是北宋时期，丛台已经破败不堪了，甚至被人称为“荆棘梵梵百尺堆”，勾起人们“忝离”之感—“可怜全赵繁华地，留作行人万古愁”，但它作为一处古迹，仍未坍塌，耸立在“县中东北隅”，“故址犹十仭”，不失为是一座高大的宏伟的建筑，也是人们游玩及登观的去处之一。另外，北宋时期的邯郸人还用丛台城内的泥土烧制一种名叫“澄泥”的砚台。这种“澄泥砚”颇有名气，知磁州王几道罢任后，曾将一方“澄泥砚”和一方相州的“古瓦砚”赠送给著名诗人梅尧臣。
丛台之下，有一所佛祠。宋神宗元丰四年（1081年）二月，贺铸罢监磁州都作院、改监徐州宝丰监时，曾经与其好友邯郸知县杜俨同游邯郸城。他们先登丛台远眺“太行西北来”的景致，然后又到台下，到佛祠游玩。在佛祠的庭院内，他们发现了一段断碑，经确认是唐朝尚书丞相严挺之所写的《丛台怀古赋》，此二人价格断碑镶嵌到佛祠的影壁墙上。
从佛祠的往西走二三里就到了一处主人姓王的王氏庄园。到了王氏园，正好碰上主人在这里举行祭神，置酒高会，俳倡齐聚。作为一所私家的园林，王氏园也算的上是宋代邯郸的一处景观。
在邯郸城南的滏水河畔，有一颗枯死的大古槐。枭狐之类的野生动物利用那中空的树干筑起了巢窝。一天夜里，有人在树下寄宿，突然听到古槐李发出阵阵的沉吟之声。此事于是流传开来，认为这是神树，并为此神筑坛建社，香火不断。